# Municipio de Breitung (Minnesota)
El municipio de Breitung (en inglés: Breitung Township) es un municipio ubicado en el condado de St. Louis en el estado estadounidense de Minnesota. En el año 2010 tenía una población de 605 habitantes y una densidad poblacional de 6,01 personas por km².

## Geografía
El municipio de Breitung se encuentra ubicado en las coordenadas 47°51′1″N 92°15′35″O / 47.85028, -92.25972. Según la Oficina del Censo de los Estados Unidos, el municipio tiene una superficie total de 100.68 km², de la cual 59,7 km² corresponden a tierra firme y (40,71 %) 40,98 km² es agua.

## Demografía
Según el censo de 2010, había 605 personas residiendo en el municipio de Breitung. La densidad de población era de 6,01 hab./km². De los 605 habitantes, el municipio de Breitung estaba compuesto por el 96,86 % blancos, el 1,16 % eran afroamericanos, el 0,83 % eran amerindios, el 0,83 % eran asiáticos y el 0,33 % eran de una mezcla de razas. Del total de la población el 0,5 % eran hispanos o latinos de cualquier raza.